# Olla Tláloc
Olla Tláloc es una pieza arqueológica de barro mexica que representa al dios Tláloc y se encuentra en la colección del Museo del Templo Mayor. Tiene una altura de unos 32.5 cm, y es ampliamente conocida desde su descubrimiento en 1979.

## Historia
La pieza fue localizada en la Ofrenda 21 del Templo Mayor, al oriente del Templo Mayor, dentro de la zona dedicada a este dios, en la etapa constructiva III de este edificio. Los trabajos de descubrimiento tomaron del 22 de junio al 13 de julio de 1979. Al momento de su hallazgo tenía conchas de madreperla y cuentas de piedra verde en su interior y se encontraba orientada al occidente Fue datada en la Etapa IV de la civilización mexica, entre los años 1440 a 1469. Tiene un lugar primordial en la «Sala 5. Tláloc» del Museo del Templo Mayor.
En 2024 la olla fue protagonista de la exposición Mexica: Regalos para los dioses del Templo Mayor expuesta en el Museo del muelle Branly - Jacques Chirac.

## Características
La olla es de forma globular y tiene representado al dios Tláloc mediante un mascarón en su parte frontal. La representación mexica mostraba a esta divinidad con dos serpientes que rodeaban sus ojos como unos anteojos y concluían en su boca como luce explícitamente en esta pieza. Los dos círculos podrían representar chalchihuites, es decir, jades. Asimismo muestra otros atributos iconográficos del dios como colmillos y lengua bífida que emerge de su labio inferior. Cuenta con dos pendientes que cuelgan de sus orejas en forma rectangular. El tocado del dios tiene dos formas salientes en color blanco que podrían representar los depósitos de agua que Tláloc tenía en los cerros. Doris Heyden relacionó los patrones de dos serpientes, la Thamnophis melanogaster (culebra de agua de panza negra) y la Crotalus molossus (serpiente de cascabel) con los diversos patrones iconográficos de Tláloc.
Es una pieza policromada, es decir, conserva diversos colores originales de su fabricación primariamente el azul, símbolo de Tláloc así como el rojo, el blanco y el negro. Este tipo de ollas fueron objetos que se asociaron religiosamente con el dios Tláloc al representar la contención del líquido como lo hacía esa divinidad en la naturaleza así como el color azul del cielo. En las creencias mesoamericanas, las montañas eran contenedoras u «ollas» llenas de agua y recíprocamente las ollas podrían representar tanto los cerros como las nubes cargadas de agua. Las ollas se enterraban deliberadamente por los sacerdotes en las ofrendas boca abajo simulando el vertido de aguas sagradas sobre la tierra.
Asimismo las ollas de Tláloc cumplían una función ritual en la celebración del mes etzalcualiztli, en donde los corazones de las víctimas de sacrificio que representaban a los tlaloque —los ayudantes de Tláloc— eran depositados en estas vasijas con cuentas de piedra verde en el remolino de Pantitlan. El uso de vasijas ya sea pintadas de azul o con representaciones de Tláloc se remontan al siglo I de nuestra era como demuestran los indicios arqueológicos encontrados en Teotihuacán. Particularmente esta olla guarda relación con otra encontrada en la Ofrenda 56 de este mismo templo. Existe una hipótesis que la fabricación de esta pieza pudo ocurrir en la zona de Puebla-Tlaxcala debido a las semejanzas iconográficas con la representación de Tláloc con la pintura mural de Tizatlán.